# Superpuchar Niemiec w piłce ręcznej mężczyzn
Superpuchar Niemiec w piłce ręcznej mężczyzn - cykliczne rozgrywki w piłce ręcznej organizowane corocznie przez Bundesligę przy współpracy z Niemieckim Związkiem Piłki Ręcznej dla mistrza i zdobywcy Pucharu Niemiec. 
Rozgrywki o Superpuchar Niemiec są organizowane od 1994, pierwszym zwycięzcą została drużyna SG Wallau-Massenheim.

## Triumfatorzy
| Rok             | Data            | Miejsce spotkania | 1. miejsce                   | 2. miejsce                     | Wynik spotkania     |
| Superpuchar DHB | Superpuchar DHB | Superpuchar DHB   | Superpuchar DHB              | Superpuchar DHB                | Superpuchar DHB     |
| --------------- | --------------- | ----------------- | ---------------------------- | ------------------------------ | ------------------- |
| 1994            | 17 sierpnia     | Koblencja         | THW Kiel (M)                 | SG Wallau-Massenheim (P)       | 20:24               |
| 1995            | 2 września      | Kilonia           | THW Kiel (M)                 | TBV Lemgo (P)                  | 27:24               |
| 1996            | 8 września      | Berlin            | THW Kiel (M)                 | SC Magdeburg (P)               | 24:27               |
| 1997            | 6 września      | Hamburg           | TBV Lemgo (M+P)              | SG Flensburg-Handewitt (WM)    | 35:33               |
| 1998            | 6 września      | Koblencja         | THW Kiel (M+P)               | TV Niederwürzbach (FP)         | 22:20               |
| 1999            | 19 sierpnia     | Hanower           | THW Kiel (M+P)               | TBV Lemgo (FP)                 | 24:25               |
| 2000            | 9 sierpnia      | Hanower           | THW Kiel (M+P)               | SG Flensburg-Handewitt (FP)    | 19:20               |
| 2001            | 5 września      | Hanower           | SC Magdeburg (M)             | VfL Bad Schwartau (P)          | 28:25               |
| 2002            | 4 września      | Hanower           | THW Kiel (M)                 | TBV Lemgo (P)                  | 26:34               |
| 2003            | 27 sierpnia     | Dessau            | TBV Lemgo (M)                | SG Flensburg-Handewitt (P)     | 32:28               |
| 2004            | 8 września      | Dessau            | SG Flensburg-Handewitt (M+P) | HSV Hamburg (FP)               | 24:25               |
| 2005            | 30 sierpnia     | Monachium         | THW Kiel (M)                 | SG Flensburg-Handewitt (P)     | 36:34               |
| 2006            | 22 sierpnia     | Monachium         | THW Kiel (M)                 | HSV Hamburg (P)                | 35:39               |
| 2007            | 21 sierpnia     | Monachium         | THW Kiel (M+P)               | SG Kronau-Östringen (FP)       | 41:31               |
| 2008            | 30 sierpnia     | Monachium         | THW Kiel (M+P)               | HSV Hamburg (FP)               | 33:28               |
| 2010            | 1 września      | Norymberga        | THW Kiel (M)                 | HSV Hamburg (P)                | 28:35               |
| 2011            | 30 sierpnia     | Monachium         | HSV Hamburg (M)              | THW Kiel (P)                   | 23:24               |
| 2012            | 21 sierpnia     | Monachium         | THW Kiel (M+P)               | SG Flensburg-Handewitt (WM+FP) | 29:26               |
| 2013            | 20 sierpnia     | Brema             | THW Kiel (M+P)               | SG Flensburg-Handewitt (WM+FP) | 26:29               |
| 2014            | 19 sierpnia     | Stuttgart         | THW Kiel (M)                 | Füchse Berlin (WM+P)           | 24:18               |
| 2015            | 19 sierpnia     | Stuttgart         | THW Kiel (M+P)               | SG Flensburg-Handewitt (FP)    | 27:26               |
| 2016            | 31 sierpnia     | Stuttgart         | Rhein-Neckar Löwen (M+P)     | SC Magdeburg (FP)              | 27:24               |
| 2017            | 23 sierpnia     | Stuttgart         | Rhein-Neckar Löwen (M+P)     | THW Kiel (WM+FP)               | 33:31 (po dogrywce) |
| 2018            | 22 sierpnia     | Düsseldorf        | SG Flensburg-Handewitt (M)   | Rhein-Neckar Löwen (WM+P)      | 26:33               |
| 2019            | 21 sierpnia     | Düsseldorf        | SG Flensburg-Handewitt (M+P) | THW Kiel (WM+FP)               | 32:31 (po dogrywce) |
| 2020            | 26 września     | Düsseldorf        | THW Kiel (M+P)               | SG Flensburg-Handewitt (WM+FP) | 28:24               |
| 2021            | 4 września      | Düsseldorf        | THW Kiel (M)                 | TBV Lemgo (P)                  | 30:29               |

M = Mistrz, P = Zdobywca Pucharu, WM = Wicemistrz, FP = Finalista Pucharu